# Tripedalia cystophora
Tripedalia cystophora Conant, 1897 è una cubomedusa tropicale della famiglia Tripedaliidae. Come le altre specie della famiglia, questa medusa non produce la sindrome di Irukandji con il suo veleno, una caratteristica propria comunque all'ordine delle Carybdeida.

## Descrizione
T. cystophora misura circa 1 cm di diametro per 6–7 mm di lunghezza dell'ombrella. Ha uno stomaco corto, con quattro larghe tasche gastro-vascolari collegate ai canali radiali. La bocca è a forma di croce ed i tentacoli sono giallo-biancastri. La T. cystophora dispone di ropali complessi, composti da sei organi visivi: due occhi con lenti, due a nocciolo e un paio "a mandorla", oltre a una neuropupilla sensibile alla luce. Con i suoi 24 occhi, la T. cystophora ha una visione monocromatica, con un picco di sensibilità nella parte verde-blu dello spettro, con un massimo a 504 nm per l'occhio dotato di lente superiore e 512 nm per quello inferiore. Le meduse usano questo sistema visivo unico per cacciare, evitare ostacoli nuotando.
Quando le condizioni ambientali (temperatura, salinità) cambiano drasticamente, il polipo di T. cystophora si racchiude in un guscio chitinoso, una ciste, per sopravvivere. Un comportamento simile è stato riscontrato in alcune specie di Alatina e nella C. morandinii.

## Biologia

### Riproduzione
Come per la Copula sivickisi, la T. cystophora ha un rituale riproduttivo unico fra i celenterati. Il maschio maturo nuota con la femmina, entrambi allacciati con i tentacoli, e deposita uno spermatoforo nella sua bocca. La fecondazione avviene all'interno della femmina che, dopo 2-3 giorni, rilascia nella colonna d'acqua delle planulae già libere di nuotare.

### Metamorfosi
Le planulae si trasformano nel giro di un giorno o due in polipi, con 3, 4 o 5 tentacoli, che rimangono in questo stato per circa tre settimane.  Come avviene per gli altri cubozoi, dal polipo di T. cystophora si sviluppa un singolo individuo attraverso una metamorfosi che dura 4-5 giorni in condizioni di temperatura ottimali (temperatura dell'acqua a 20 °C). Le efire hanno quattro tentacoli primari, ma presto spuntano due nuovi tentacoli ai lati di ogni tentacolo primario. Le giovani meduse raggiungono la completa maturità nel giro di 10 a 12 settimane.
Durante tutta la metamorfosi, vengono prodotte nuove cellule per i nuovi organi, solo in parte formati dalla riorganizzazione delle parti giovanili. I ropali concentrano, assieme alla parte alta del pedalium ed i tentacoli prima della prima fila di nematocisti, la maggioranza di proliferazione di nuove cellule. Si suppone che i nuovi nematocisti si formino alla base dei pedalia per poi migrare nel tentacolo o che il tentacolo cresca (assieme ai suoi nematocisti) a partire dal pedalium.

## Distribuzione e habitat
La T. cystophora è stata scoperta nelle acque della Giamaica nei mesi di giugno e luglio 1896, durante una spedizione del Marine Biological Laboratory che identificò anche la Carybdea xaymacana. Franklin Story Conant, l'identificatore della specie, contrasse la febbre gialla nel 1897, durante il prosieguo della spedizione in Giamaica e morì nel settembre dello stesso anno, appena rientrato a Boston.
La specie è diffusa negli oceani Indiano, Pacifico e nel mar dei Caraibi.  Una colonia è stata identificata a Porto Rico, ai margini delle lagune di mangrovie.
Durante il giorno, la T. cystophora nuota principalmente vicino alla superficie, a 20 cm circa, in luoghi illuminati dalla luce del sole fra le radici delle mangrovie. La ragione dietro a questo comportamento è che in queste chiazze luminose, la medusa trova dense colonie di copepodi Dioithona oculata di cui è ghiotta.
Durante la notte, la T. cystophora si allontana dalla mangrovie per raggiungere il fondo di queste lagune poco profonde. Non è chiaro se le meduse nuotino a pochi metri di profondità, vicino al fondo, oppure se si adagino su di esso: quando illuminate dagli studiosi, le meduse reagiscono nuotando verso la superficie.

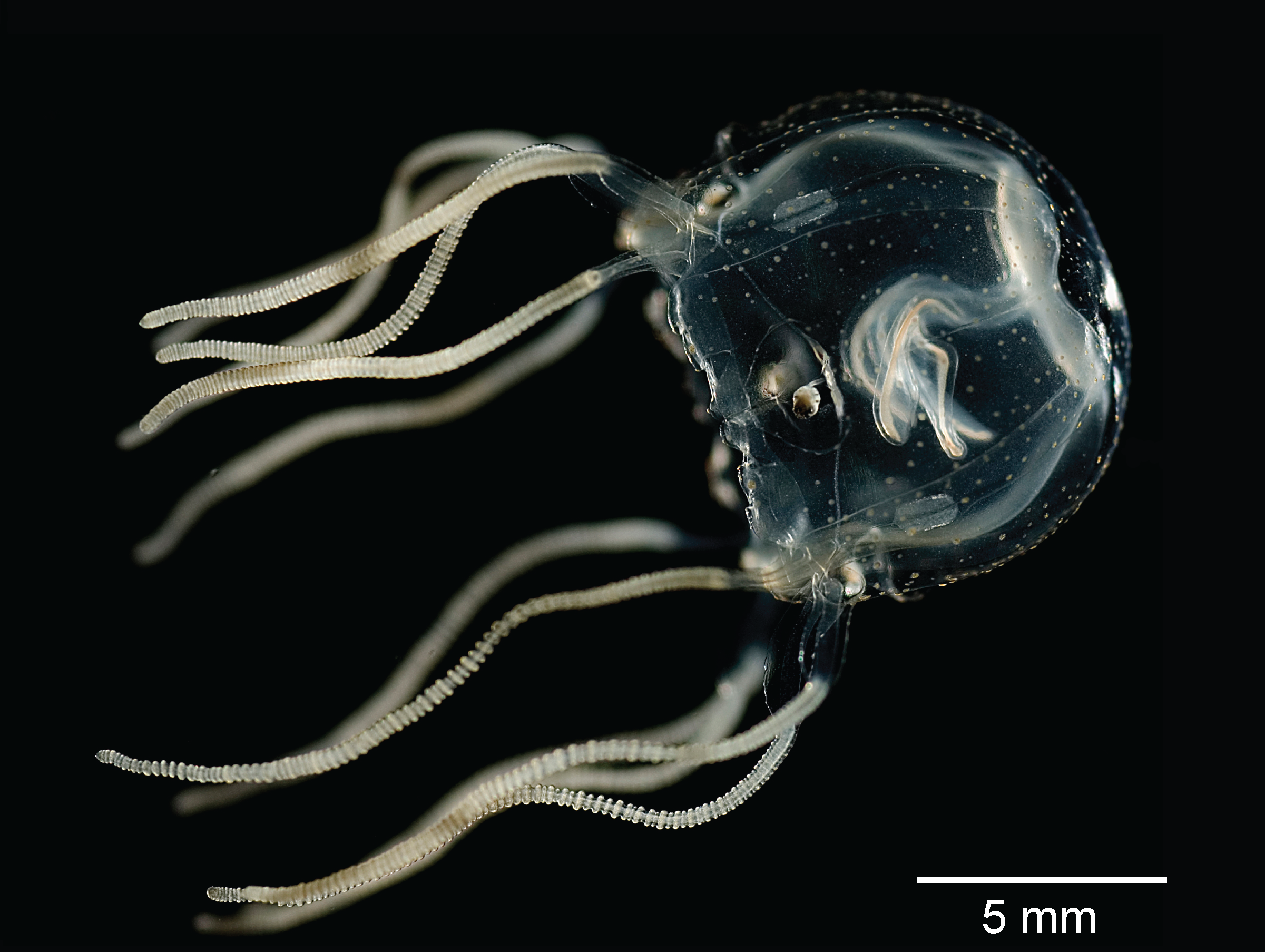
T. cystophora da "Ocular and Extraocular Expression of Opsins in the Rhopalium of Tripedalia cystophora (Cnidaria: Cubozoa)". PLOS ONE